# 오산시 (선거구)
오산시는 대한민국의 국회의원 선거구이다. 경기도 오산시 전역을 관할한다. 현직 국회의원은 더불어민주당의 차지호이다.

## 역사
제17대 국회의원 선거를 앞두고 오산시·화성군 선거구에서 오산시 지역이 단독 선거구를 이루게 되면서 신설되었다.

## 관할 구역
| 대수  | 관할 구역   |
| ----- | ----------- |
| 17대~ | 오산시 일원 |

## 역대 국회의원
| 선거   | 정당 | 정당         | 의원   |
| ------ | ---- | ------------ | ------ |
| 2004년 |      | 열린우리당   | 안민석 |
| 2008년 |      | 통합민주당   | 안민석 |
| 2012년 |      | 민주통합당   | 안민석 |
| 2016년 |      | 더불어민주당 | 안민석 |
| 2020년 |      | 더불어민주당 | 안민석 |
| 2024년 |      | 더불어민주당 | 차지호 |

## 역대 선거 결과

### 대한민국 제17대 국회의원 선거
|  | 60.50% |

|  | 39.49% |

### 대한민국 제18대 국회의원 선거
|  | 47.86% |

|  | 35.74% |

|  | 11.75% |

|  | 3.83% |

|  | 0.80% |

### 대한민국 제19대 국회의원 선거
|  | 57.36% |

|  | 42.63% |

### 대한민국 제20대 국회의원 선거
|  | 50.48% |

|  | 34.61% |

|  | 14.90% |

### 대한민국 제21대 국회의원 선거
|  | 56.71% |

|  | 41.06% |

|  | 2.21% |

### 대한민국 제22대 국회의원 선거
|  | 59.01% |

|  | 40.98% |